# 短柄川中南星
短柄川中南星（学名：Arisaema wilsonii var. forrestii）为天南星科天南星属川中南星的变种。分布在中国大陆的西藏等地，生长于海拔2,600米至3,000米的地区，目前尚未由人工引种栽培。